# Gerrit Jan Michaëlis

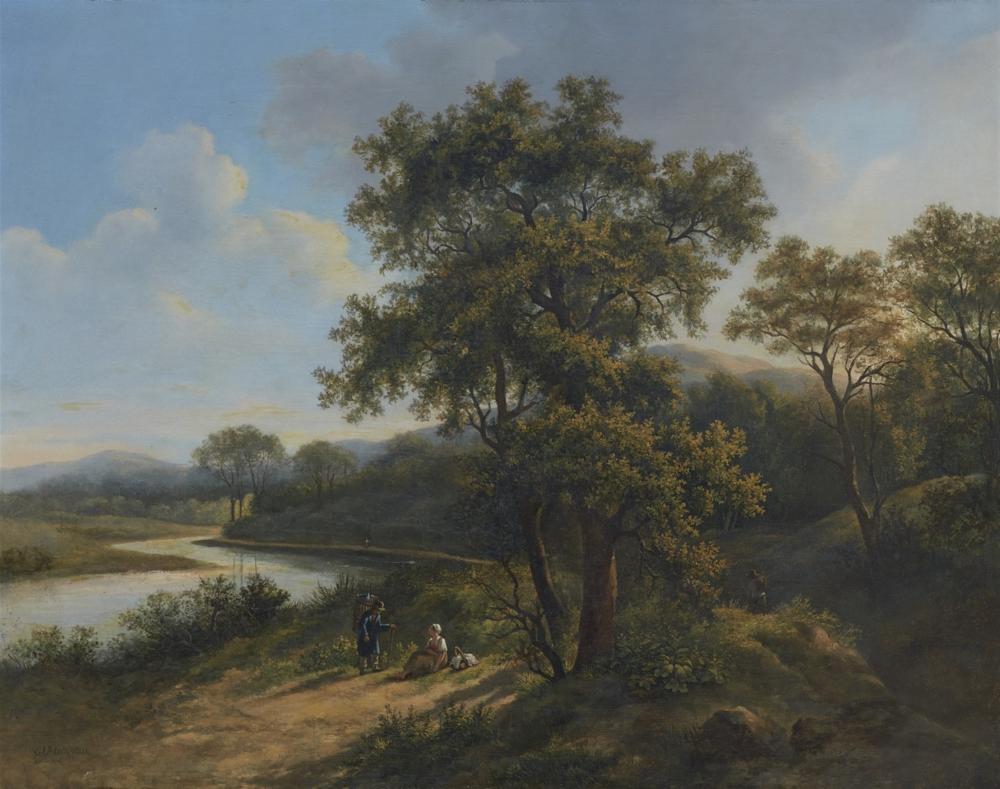
Figuren in Ruhe in einer bewaldeten Landschaft

Gerrit Jan Michaëlis (* 28. April 1775 in Amsterdam; † 31. Oktober 1857 in Haarlem) war ein niederländischer Landschafts- und Porträtmaler sowie Aquarellist, Radierer und Lithograf.      
Michaëlis war Schüler seines Vaters, des Bildhauers Hendrik Carel Michaëlis, des Zeichners George Nikolaus Ritter, des Malers Jurriaan Andriessen und setzte seine Ausbildung an der Koninklijke Akademie van Beeldende Kunsten (Amsterdam) fort.
Er war anfangs in Amsterdam tätig, ließ sich dann in Haarlem nieder. In Haarlem wurde er Mitarbeiter von Jan van Ravenswaay sowie von 1819 bis 1854 Kurator des Teylers Museums in Haarlem.
Er nahm an Ausstellungen in Haarlem 1825 sowie in Amsterdam und Den Haag von 1814 bis 1837 teil. Von 1820 bis 1851 war er korrespondierendes Mitglied der Königlich Niederländischen Akademie der Wissenschaften (Koninklijk Instituut, vierde klasse).